# Borensbergs glasbruk

Borensbergs glasbruk var ett buteljglasbruk i Borensberg i Motala kommun, 
Borensbergs glasbruk startades 1900 av Anders Josef Jonsson, från Lönsås socken och Georg Reinhold Hultner från Brunneby socken. År 1925 såldes bruket till dess glasblåsare, som drev det under namnet "Borensbergs glasbruks arrendatorer" fram till 1952, då det lades ner. Huvudsakligen tillverkades buteljer.
Bruket sysselsatte inledningsvis ett 50-tal arbetare som gjorde cirka tiotusen buteljer om dagen. De större buteljerna blåstes för hand. 
Av hyttan återstår endast byggnadens fyra hörnstenar, men flera av bostadshusen står kvar och används idag som vandrarhem. 

## Historik
Bruket startades i en tid då de svenska glasbruken hade en högkonjunktur. De svenska bryggerierna ropade efter buteljer för sin produktion. Men redan 1902 minskade efterfrågan och under 1903 fanns det en överproduktion vid de flesta glasbruken. Ett flertal buteljglasbruk upphörde med tillverkningen 1902–03. Även Borensbergs glasbruk drabbades av en kris. Josef Jonsson sålde sin andel i bruket till Hultner i augusti 1903 för 115 023 kronor.
Jonsson var den tekniska kraften och utvecklade en omfattande tillverkning av buteljer, speciellt ölbuteljer. Vid glasbruket gjorde Jonsson sina första patenterade uppfinningar, en reningsapparat för glasmassa under smältning, en glasskärningsapparat likaså en linbana som gick upp i hyttaket. I denna linbana hängde veden till ugnarna för att torka.
Hultner var mån om sina anställda och deras familjer vid bruket. Många döttrar till glasbruksarbetare fick utbildning på hushållsskola genom Hultners försorg. Likaså krävde han att alla bruksbarnen skulle lära sig att simma. Hultner svarade själv för deras utbildning.
Trots svåra tider för glasbruken fortsatte Hultner driften av glasbruket. Man hade nederlag i Stockholm, Göteborg och Norrköping. 
Fram till 1910 ökade efterfrågan på buteljer och glasbruket gick bra några år. Så minskade efterfrågan igen och glasbruken införde kvotering mellan bruken.  Borensberg var ett av de nio glasbruk som blev medlem i Buteljglasbrukens förbund när detta bildades i oktober 1907. Buteljglasbrukens försäljnings AB bildades så 1913 där man även blev medlem. Efter en tid så lämnade glasbruket förbundet då man tyckte att kraven på kvotering till försäljningsbolaget var för hårda.
De låga konjunkturerna fortsatte fram till 1918. Detta berodde till stor del på första världskriget. Under 1920-talet ökade produktionen igen för att 1930 åter gå ner med upp till 60 procent av tidigare produktion.
Efter flera misslyckade försök att sälja, beslutade Hultner att upphöra med driften och avveckla rörelsen. De anställda började då diskutera om att överta bruket och driva det i egen regi. Det resulterade i att de anställda som var anslutna till fackföreningen bildade en arrendeförening, vilket beslutades vid två möten den 8 oktober och den 21 november 1932. 
Detta fick till följd att 28 glasarbetare tecknade vardera 10 andelar à 100 kronor i föreningen, 400 kronor skulle betalas kontant och de resterande 600 kronor skulle erläggas genom avdrag på lönen med 1 krona/dag. Hela beloppet skull vara erlagt inom tre år.
Medlemmarnas insatser (11 200 kr) räckte inte långt varför man ansökte om ett lån med kommunal borgen på 100 000 kronor. Kommunledningen såg det hela som sysselsättningsåtgärd på den redan svåra arbetsmarknaden inom kommunen. Det var omkring 40-50 personer med familjer som var beroende av bruket. Mot denna bakgrund beviljade kommunen borgen för lånet. Vad man inte räknat med var att detta beslut skulle väcka en så stor opinion bland kommuninvånarna. På grund av denna opinion beslöt föreningens styrelse att ej utnyttja borgenslånet, varför inte en krona lyftes av detta. Man beslöt att låna från annat håll. Det blev en av medlemmarna, som genom ett arv från Amerika, kunde låna föreningen erforderligt kapital men mot högre ränta.
Hela glasbruksanläggningen inklusive inventarier arrenderade föreningen av Hultner. I arrendet ingick tre miljoner bruna ölbuteljer, vilka fanns i lager, för Hultners räkning. Dessa buteljer skulle vara utsålda innan man fick börja nytillverkning av denna buteljtyp. Denna klausul i kontraktet orsakade en del produktionsproblem. Man började tillverka så kallade vattenflaskor, vilka ej var lönsamma. Det var då man började blåsa svagdricksflaskor för att utnyttja vannans kapacitet. Till brukets ledare utsågs Hjalmar Råsberg, tidigare glasblåsare vid bruket, i vilken befattning han kvarstod till nedläggningen. 
Driften igångsattes i december 1932. Då bruksanläggningen var nergången fick man en del driftstörningar i början. Under 1933 fick man göra en hel del förbättringar, bland annat av vannan, som murade om. År 1934 var man tvungen att installera en halvautomatisk maskin efter noggranna studier vid Reijmyre glasbruk och i Arboga, där sådana maskiner var i drift.
Det nya tappningssystemet vid bryggerierna där det krävdes noggranna mått på flaskornas höjd och halsdiameter, fordrade att man gick över till maskinell tillverkning. I maskinerna kunde man framställa upp till 5-liters flaskor, medan 10- och 15-liters fick blåsas för hand, vilket pågick fram till maj-juni 1952, då driften upphörde.